# Kalksteen van Geulhem
De Kalksteen van Geulhem is een serie gesteentelagen in de ondergrond van het zuidwesten van het Nederlandse Zuid-Limburg. De Kalksteen van Geulhem is onderdeel van de Formatie van Houthem en stamt uit het Paleoceen.
De kalksteen is vernoemd naar Geulhem.

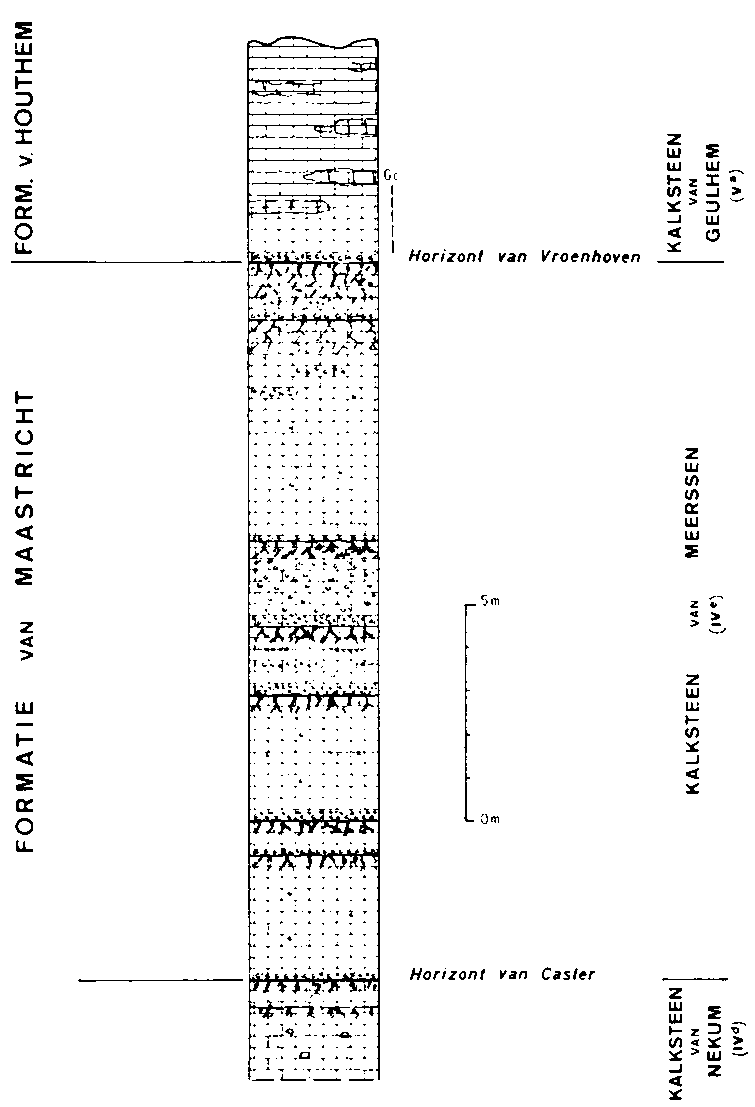
Lithologisch profiel van de typelocatie van de Kalksteen van Meerssen en de Kalksteen van Geulhem. Groeve Curfs (62A-13) te Geulhem

## Stratigrafie
Normaal gesproken ligt de Kalksteen van Geulhem boven op de oudere Kalksteen van Meerssen (Formatie van Maastricht) en onder de jongere Kalksteen van Bunde, ook onderdeel van de Formatie van Houthem. Tussen de kalksteenlagen Bunde en Geulhem bevindt zich de Horizont van Bunde. Tussen de kalksteenlagen Geulhem en Meerssen bevindt zich de Horizont van Vroenhoven.

## Gebied
In de Curfsgroeve werd Kalksteen van Geulhem gewonnen.

## Kalksteen
De Kalksteen van Geulhem is witgeel tot groen van kleur en is glauconiethoudend.
De typelocatie van de Kalksteen van Geulhem is de Curfsgroeve bij Houthem.